# Техасский технологический университет
Техасский технологический университет (англ. Texas Tech University) — государственный исследовательский университет в техасском городе Лаббок. Учрежден 10 февраля 1923 года, первоначально как Техасский технологический колледж. Располагается на площади 1839 акров (7,44 кв. км).
Хотя большинство студентов этого университета происходят из Юго-Запада США, в нём получают образование студенты из всех 50 штатов США и более 100 зарубежных стран. Выпускники и бывшие студенты Техасского технологического университета впоследствии строят выдающуюся карьеру в правительстве, бизнесе, науке, медицине, образовании, спорте и сфере развлечений.
В рейтинге ARWU (Академический рейтинг университетов мира) вуз в 2003—2010 гг. входил в четвёртую сотню, затем переместился в пятую, а ныне (2017) находится в шестой.

## История

### Основание
Потребность открыть колледж в Западном Техасе появилась вскоре после прибытия сюда поселенцев в 1880-х годах.
10 февраля 1923 года Пэт Моррис Нефф подписал закон о создании Техасского технологического колледжа, и в июле того же года комитет начал искать место для его размещения. Когда члены комитета посетили Лаббок, они были поражены тому, что местные жители собирались на улицах, чтобы высказать поддержку идеи основания учебного заведения здесь. В августе того же года Лаббок был выбран на первом голосовании, обойдя такие города как Флойдейда, Плейнвью и Суитуотер.
Строительство кампуса началось 11 ноября 1924 года, когда перед 20 000 собравшихся людей был заложен угловой камень административного здания. На этом мероприятии произносили речь губернатор Нефф, Амон Дж. Картер, Реверенд Робинсон, полковник Эрнест О. Томпсон и член палаты представителей Р. М. Читвуд.

## Выпускники
См: Категория:Выпускники Техасского технологического университета